# Pierrerue (Alpes-de-Haute-Provence)
Pierrerue település Franciaországban, Alpes-de-Haute-Provence megyében. Lakosainak száma 530 fő (2022. január 1.). Pierrerue Forcalquier, Lurs, Niozelles és Sigonce községekkel határos.

## Népesség
A település népessége az elmúlt években az alábbi módon változott:
| Lakosok száma | 245  | 275  | 342  | 521  | 507  | 488  | 493  | 520  | 523  | 530  |
|               | 1968 | 1982 | 1990 | 2006 | 2013 | 2015 | 2017 | 2019 | 2020 | 2022 |